# Fortuna, Maranhão
Fortuna là một đô thị thuộc bang Maranhão, Brasil. Đô thị này có diện tích 694,981 km², dân số năm 2007 là 14302 người, mật độ 20,58 người/km².